# Liste de personnalités d'origine haïtienne
 (juin 2008).
Si vous disposez d'ouvrages ou d'articles de référence ou si vous connaissez des sites web de qualité traitant du thème abordé ici, merci de compléter l'article en donnant les références utiles à sa vérifiabilité et en les liant à la section « Notes et références ».
Cette liste énumère des personnalités de la diaspora haïtienne ou d'origine haïtienne (pour les personnalités haïtiennes, voir la Catégorie:Personnalité haïtienne). Elles sont classées, dans chaque domaine, par ordre alphabétique.

## Architecture
- Charles Frédéric Chassériau (1802-1896) - Architecte en chef de la ville d'Alger, né à Port-au-Prince ;
- Georges Baussan (1874-1958) - Architecte haïtien ;
- Ginette Chérubin - Architecte et ministre à la Condition féminine et aux droits des Femmes ;
- Léon Mathon (1873-1954) - Architecte haïtien ;

## Arts de la scène et divertissement
- Garcelle Beauvais (1966), actrice américaine, née à Saint-Marc, en Haïti ;
- Frédérique Bedos (1971), animatrice franco-haïtienne (MTV-Fashion and Design TV) ;
- Gary Dourdan (1966), né Gary Robert Durdin, acteur américain dans Les Experts ;
- Billy Élucien, directeur Artistique du Festival du conte Kont Anba Tonel, Metteur en scène, comédien[1] ;
- Chelson Ermoza, poète, metteur en scène, comédien, conteur[2] ;
- Rolando Etienne, metteur en scène, né à Port-au-Prince[3] ;
- Jimmy Jean-Louis (1968), acteur célèbre pour son rôle dans Heroes ;
- Anthony Kavanagh (1969), humoriste québécois d'origine haïtienne ;
- Daniel Marcelin (1958), comédien, metteur en scène[4] ;
- Francesca Mérentié, comédienne, animatrice de télévision franco-ontarienne[5] ;
- Luck Mervil (1967) acteur et chanteur, né à Port-au-Prince ;
- Billy Midi, comédien, diseur, metteur en scène, né à Port-au-Prince[6] ;
- Marie-Anna Murat, journaliste et animatrice de télévision québécoise ;
- Sidney Poitier (1927-2022), acteur américain, de père haïtien ;
- Roxie Roker (1929-1995), actrice américaine, née à Miami, Floride ;
- Gabrielle Union (1972) actrice américaine, née à Omaha, Nebraska ;
- Sifrael Wemonche (1992), acteur et comédien ;
- Johny Zephirin, metteur en scène, comédien, conteur[7] ;

## Chanson et musique

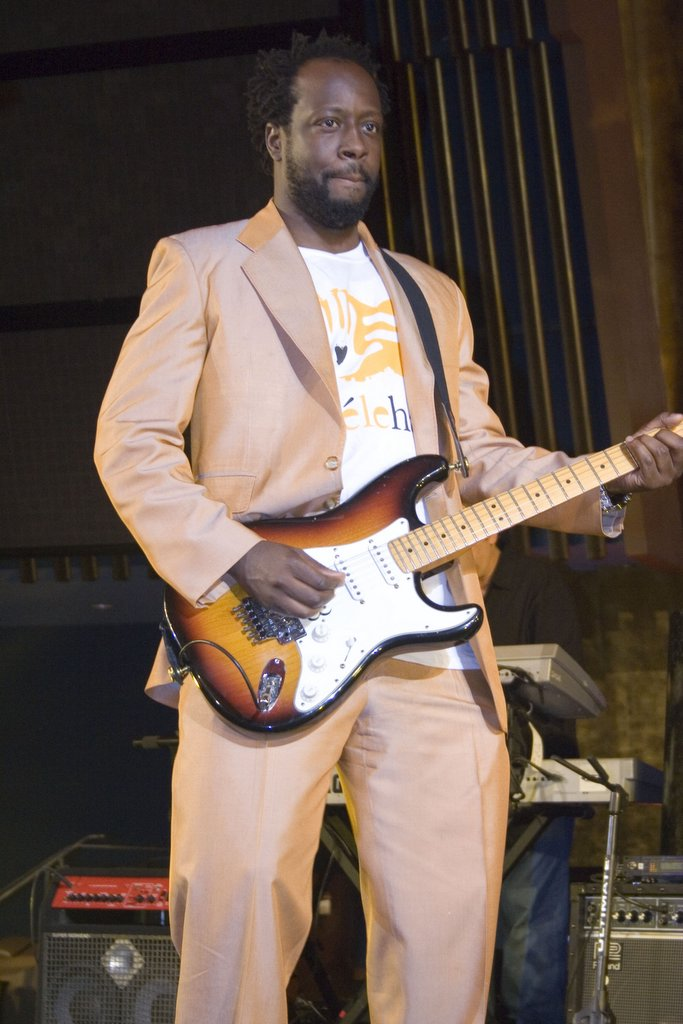
Wyclef Jean

- Marc Antoine (1977-) - Chanteur de R&B et soul québécois d'origine haïtienne, célèbre pour ses chansons Triste novembre, Tant besoin de toi, et Comme il se doit ;
- Kodak Black, rappeur américain d'origine haïtienne ;

- Toto Bissainthe (1934-1994), chanteuse, compositrice et actrice ;
- Manno Charlemagne, guitariste et chanteur haïtien engagé, ancien maire de Port-au-Prince
- Régine Chassagne, musicienne multi-instrumentiste et chanteuse membre du groupe Arcade Fire. Ses parents ont fui Haïti et la dictature de Duvalier pour le Québec. Sur l'album Funeral d'Arcade Fire une chanson s'intitule Haïti ;
- Gérard Daniel (1956-2018) - Compositeur, saxophoniste, dit « Ti Géra » ou « Préfet de Brooklyn » ;
- Jason Derulo, auteur-compositeur-interprète, danseur, chorégraphe, acteur et producteur exécutif, né à Miami en Floride de parents haïtiens ;
- Enimò, rappeur haïtien ;
- Future, rappeur américain d'origine haïtienne ;
- Gifrants, (1957), né Marcien Guy-Frantz Toussaint, compositeur de musique folklorique, chanteur, guitariste ;
- Mach Hommy, rappeur d'origine haïtienne vivant dans le New Jersey. Sa musique mélange de nombreuses influences culturelles auxquelles il rend notamment hommage dans son album de 2021 Pray For Haïti ou en employant la langue créole dans certains de ses morceaux ;
- Kery James (1977), né Alix Mathurin, rappeur français ;
- Wyclef Jean, rappeur membre du groupe Fugees ;
- JessieK, chanteuse d'origine haïtienne ;
- Joyshanti, auteur-compositeur-interprète française d'origine haïtienne, de son vrai nom Dominique Sylvain ;
- Mélissa Laveaux (1985), chanteuse, musicienne et compositrice d'origine canadienne et de nationalité française depuis 2019. Sa musique est teintée d'influences haïtiennes, pays dont ses parents sont originaires, ainsi que de blues et de folk. Elle écrit et chante en trois langues : l'anglais, le français, et le créole haïtien ;
- Luidji, chanteur français d'origine haïtienne ;
- Mac Kregor, Membre du groupe de rap français Tandem ;
- Pras Michel, rappeur membre du groupe Fugees ;
- Émeline Michel (1996 - ), chanteuse, auteur-compositrice-interprète haïtienne ;
- Teri Moïse (1970-2013), chanteuse soul, née à Los Angeles de parents Québécois ;
- Alibi Montana, né Bonahyd Nikarsson, rappeur français ;
- Monvelyno Alexis, compositeur, chanteur, guitariste ;
- Beethova Obas, guitariste et chanteur haïtien;
- O-Mark, auteur-compositeur-interprète haïtien ;
- Rayy Raymond (1992), né Henry Robert Junior Raymond, auteur-compositeur-interprète haïtien ;
- Roi Heenok, né Heenok Beauséjour, rappeur canadien ;
- Will Stenford, né Williamson Lamour, auteur-compositeur-interprète, vivant entre Paris et New York ;
- T.I., né Clifford Joseph Harris Jr, auteur-compositeur-interprète américain, d'origine haïtienne ;
- DJ Whoo Kid, né Yves Mondésire, D.J. américain, membre du groupe de rap G-Unit ;
- Wicky Wolf, né Style Johnson, auteur-compositeur-interprète et danseur haïtien, né à Léogâne, en Haiti, et élevé en France et en Guadeloupe ;
- Tony Yayo, né Marvin Bernard, rappeur américain, membre du groupe de rap G-Unit ;
- René Pierre (1961-), musicien percussionniste, chanteur, conteur, chef de chœur, maître de ballet, chorégraphe, d'origine haïtienne

## Cinéma
- Arnold Antonin - Cinéaste et producteur ;
- Lise Constantin - Cinéaste et producteur ;
- Fayolle Jean - Cinéaste et comédien qui vit à Québec, né aux Cayes ; écrivain haïtien ; Poète ;
- Raoul Peck - Cinéaste et producteur ;
- Fenel Valcourt (connu sous le nom de « Jesifra ») - Comédien.
- Jean Gardy Bien-Aimé - Cinéaste producteur
- Roland Dorfeuille (1943-2008), également appelé « Pyram» - acteur haïtien.
- Néhémie Lemal - Cinéaste et directrice de la photographie ;
- Bénita Jacques, cinéaste, actrice et productrice

## Danse
- Eddy Toussaint, chorégraphe haïtien vivant à Montréal, premier chorégraphe médaillé d'or au festival international de danse d'Helsinki
- Sarah Louis-Jean, danseuse et artiste de cirque professionnelle spécialisée en boleadoras
- Daniel Dory, danseur canadien, d'origine haïtienne

## Littérature
- Christophe Philippe Charles (1951-), écrivain, poète, journaliste, éditeur et professeur haïtien ;
- Louis-Philippe Dalembert (1962-), écrivain haïtien d'expression française et créole ;
- Edwige Danticat, écrivaine américaine d'origine haïtienne ;
- René Depestre (1926-), poète et écrivain, né à Jacmel, en Haïti ;
- Fernand Hibbert (1873-1928), romancier, dramaturge, humoriste, enseignant, journaliste et diplomate ;
- Léon-François Hoffmann, écrivain français et universitaire spécialiste de la littérature haïtienne ;
- Dany Laferrière (1953-), écrivain et scénariste, et, depuis le 12 décembre 2013, premier haïtien membre de l'Académie française [8] ;
- Marc-Léo Laroche, sociologue, écrivain ;
- Émile Ollivier (1940-2002), auteur québécois d’origine haïtienne ;
- Stanley Péan (1966-), écrivain québécois d'origine haïtienne ;
- Guy Régis Jr, auteur, metteur en scène (Service Violence Série tournée Belgique/France), traducteur (Camus, Koltès), comédien et vidéaste ;
- Alix Renaud, écrivain québécois d'origine haïtienne ;
- Lyonel Trouillot (1956-), auteur de État de droit et (Re)penser la citoyenneté ;
- Gary Victor, romancier, scénariste de radio et télévision, auteur de La Piste des Sortilèges, et de À l'angle des rues parallèles ;
- Félix Morisseau-Leroy (1912-1998), journaliste, enseignant, dramaturge et poète haïtien ;
- Faubert Bolivar, philosophe, enseignant, écrivain, journaliste, comédien et réalisateur ;
- James Noël (1978-), écrivain, poète et chroniqueur haïtien ;
- Thélyson Orélien, écrivain, poète et chroniqueur haïtien ;
- Jean-Robert Léonidas (1946-), écrivain haïtien (Rêver d'Haïti en couleurs, Prétendus Créolismes, Sérénade pour un pays, Les Campêches de Versailles...) ;
- Jonel Juste, poète et journaliste haïtien ;
- Mimi Barthélémy (1939-2013), conteuse et écrivaine haïtienne, mère de Maurice Barthélemy, acteur, réalisateur et scénariste français ;
- Handgod Abraham (1986-), écrivain, poète haïtien ;
- Erold Saint-Louis (1984-), écrivain haïtien ;
- Edgard Dauphin, écrivain, poète et chroniqueur haïtien, auteur de :" Graviers d'ombre" ;
- Jacques Stephen Alexis (1922 - 1961), écrivain, homme politique et médecin haïtien ;
- Jacques Roumain (1907 - 1944), écrivain, poète et homme politique haïtien ;
- Lorvens Aurélien, écrivain, poète et chroniqueur haïtien, auteur de À ton avis ;
- Bonel Auguste (1973 - ), écrivain, poète et chroniqueur haïtien, auteur de :"Dève Lumineuse" ;
- Philippeson Juste (1998 - ), écrivain, poète, photographe et médecin haïtien, auteur de : Bout Souf, 2024[9] ;
- Edris Saint-Amand-(1918 - 2004), écrivain, enseignant, syndicaliste et diplomate haïtien ;
- Makenzy Orcel (1983 - ), écrivain, poète et chroniqueur haïtien, auteur de :" Une somme humaine" ;
- Rodolphe Mathurin (1967 - ), écrivain, enseignant et homme politique haïtien, auteur de :"Dance et ombre" ;
- Jean-Euphèle Milcé (1969 - ), écrivain et journaliste haïtien haïtien, auteur de :"L'alphabet des nuits" ;
- Jean-Pierre d'Argent dit Frankétienne (1936), écrivain, poète, dramaturge, peintre, musicien, chanteur et enseignant haïtien ;
- Louis-Joseph Janvier (1855 - 1911), journaliste, romancier, historien et diplomate haïtien ;
- Lucien Lemoine (1923-2010), poète, metteur en scène, coméden et homme de radio exilé politique au Sénégal ;
- Kerline Paul, (1977-), auteur dramatique, metteur en scène, comédienne et conférencière d'origine haïtienne

## Monde des affaires et entrepreneuriat
- Raymond Cassagnol (né 1920 à Port-au-Prince) - Entrepreneur et aviateur
- Jhonson Napoleon - Entrepreneur

## Peinture et sculpture

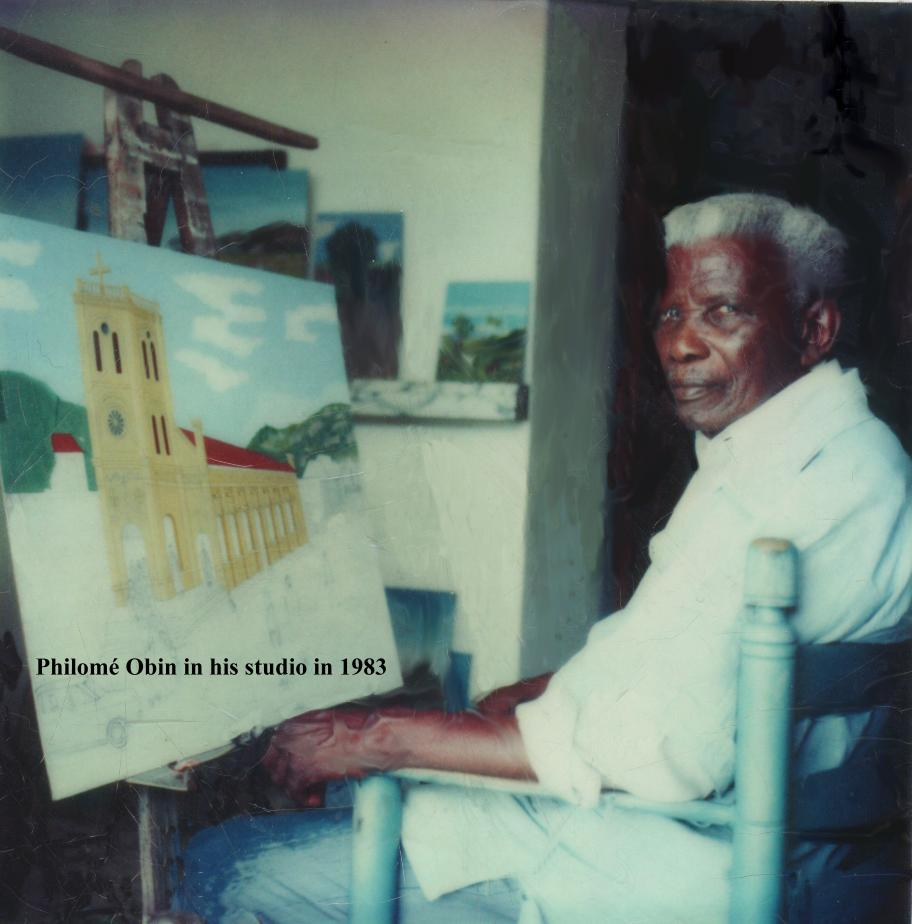
Philomé Obin.

- Sergine André (1969) - Peintre haïtienne ;
- Jean-Michel Basquiat (1960-1988) - Peintre américain ;
- Ludovic Booz (1940-2015) - Peintre et sculpteur haïtien ;
- Edwige Casimir (1957) - Artiste peintre ;
- Marie Michelle Dimanche - Auteur-compositeur-interprète, artiste recycleur et conteuse québécoise ;
- André V. Dimanche (1901) - Sculpteur haïtien[10] ;
- Ossey Dubic (1944-2014) - Peintre né à Trois-Palmistes, Léogâne ;
- Léonel Jules (1953) - Peintre d'art contemporain né à Port-au-Prince et vivant au Québec ;
- Hans Lafleur - Peintre américain ;
- Albert Mangonès (1917-2002) - Architecte et sculpteur, créateur de la sculpture Le Nèg mawon, né et mort à Port-au-Prince ;
- Guerdy J. Préval (1950) - Peintre haïtiano-canadien ;
- Ginette Roy Doura (1945) - Peintre, chimiste, enseignante ;
- Hervé Télémaque (1937-2022) - Peintre français ;
- Charles Obas (1927-1969) - Artiste peintre haïtien ;
- Abdience Obin - Artiste peintre haïtien ;
- Philomé Obin (1892-1986) - Artiste peintre haïtien ;

## Politique et militaire

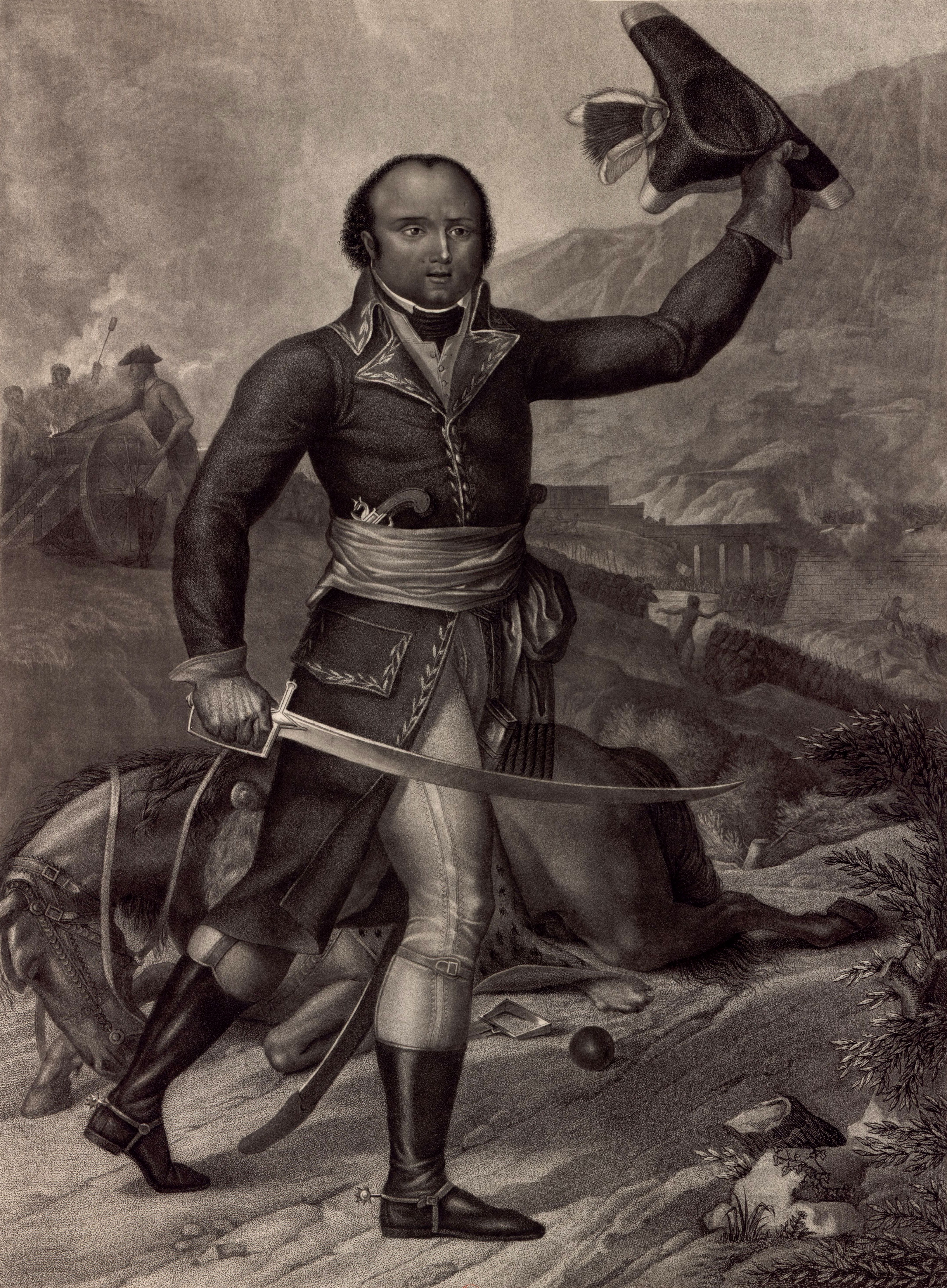
Le général Alexandre Dumas.

- Michaëlle Jean (*1957) - Gouverneure générale du Canada, immigrante d'Haïti ;
- Jean Alfred (*1940) [11], ex-député au Québec, Canada, immigrant d'Haïti ;
- Michel Adrien[12], (Ces  Québécois venus d'Haïti par Samuel Pierre) - Maire de Mont-Laurier, Québec, Canada ;
- Georges Anglade, géographe, homme politique et écrivain haïtien (né à Port-au-Prince le 18 juillet 1944 - 12 janvier 2010). Opposant farouche au régime de la famille Duvalier, il passe une grande partie de sa vie adulte en exil au Québec, où il participe la fondation du département de géographie de l'Université du Québec à Montréal. Il fut actif depuis sa retraite de l'enseignement, partageant son temps entre l'écriture en plus d'agir à l'occasion à titre de conseiller du président haïtien;
- W.E.B. DuBois (1868-1963) - Activiste américain des droits civiques ;
- Faustin Soulouque (1782-1867) - Président puis empereur d'Haïti ;
- François Marie Sébastien Pageot (1766-1834) - Militaire français des XVIIIe et XIXe siècles ;
- Henri Christophe (1767-1820) - Général, président puis roi d'Haïti ;
- Alexandre Sabès, dit Pétion (1770-1818) - Premier président de la république d'Haïti ;
- Jean-Jacques Dessalines (1758-1806) - Général, puis empereur d'Haïti ;
- Dominique Toussaint dit L'Ouverture (1743-1803) - Général puis gouverneur de Saint-Domingue avant l'indépendance ;
- Jean Baptiste Pointe du Sable (1745-1818) - Métis qui serait le fondateur de la ville de Chicago aux États-Unis ;
- Le général Alexandre Dumas (1762-1806) - Métis, père de l'écrivain français Alexandre Dumas.
- Karine Jean-Pierre, née en Martinique, d'origine haïtienne, occupe des fonctions importantes au sein du Parti démocrate américain.

## Presse
- Ritzamarum Zétrenne, née à Petit-Goâve, présentateur chez RFI

## Religion
- Wildanie Cupidon, religieuse catholique haïtienne.

## Sport
- Jennifer Abel - une plongeuse canadienne, née en 1991, à Montréal, et médaillée d'argent au plongeon synchronisé à 3 m (avec Pamela Ware) lors des Championnats du monde de natation 2015 ;
- Joachim Alcine - Boxeur québécois, ancien détenteur du titre de champion du monde des super-welters WBA ;
- Samuel Dalembert - Pivot des Philadelphia 76ers (basket) ;
- Jonathan David - Joueur de football au LOSC de nationalité canadienne, champion de France en 2020 ;
- Dudley Dorival - Sauteur de haies, médaillé de bronze au championnat du monde d'Edmonton en 2001 ;
- Luguentz Dort -  Arrière des Thunder d'Oklahoma City ;
- Mario Antoine Elie - (né le 26 novembre 1963 à New York) est un ancien joueur américain, d'origine haïtien, de basket-ball professionnel et entraîneur. Actuellement, il travaille comme entraîneur adjoint pour les Sacramento Kings ;
- Wagneau Eloi - Joueur de football, champion de France en 1998 et 2000 ;
- Nadine Faustin - Championne d'athlétisme belge ;
- Pierre Garçon  - né le 8 août 1986 à Carmel dans l'État de New York, est un joueur de football américain professionnel de la NFL au poste de Wide receiver. D'origine haïtienne, Garçon fut choisi par les Colts d'Indianapolis lors de la draft 2006 ;
- Yves Jabouin (né Fernand Yves-Marie Jabouin le 9 mai 1976 à Port-au-Prince, Haïti) est un champion de free fight vivant au Québec et pratiquant des arts martiaux mixtes. Il compétitionne dans les matchs de UFC ;
- Presnel Kimpembe - né le 13 août 1995 à Beaumont-sur-Oise en France - joueur de football international français, évoluant actuellement au  Paris Saint-Germain - champion du monde 2018[13] ;
- Skal Labissière - Pivot des Kings de Sacramento (Basket) ;
- Jean-Eudes Maurice - Joueur de football au PSG ;
- Naomi Osaka - Joueuse de tennis (championne) père Haitien et mère Japonaise ;
- Jean Pascal, boxeur et ancien athlète olympique vivant à Laval (Québec), né à Port-au-Prince le 28 octobre 1982 ;
- Jean-Jacques Pierre - Joueur de football qui s'impose en France avec le FC Nantes ;
- Olden Polynice - (né le 21 novembre 1964 à Port-au-Prince, Haïti) est un ancien joueur haïtienne de basket-ball. Il a joué centre pour les Supersonics de Seattle, Los Angeles Clippers, les Detroit Pistons, Sacramento Kings, et Utah Jazz de la National Basketball Association ;
- Bruny Surin - Sprinter médaillé d'or ;
- Mike Maignan - né le 3 juillet 1995 à Cayenne en France - Joueur de football international français, évoluant actuellement à l'AC Milan.

## Science
- John James Audubon - Ornithologue, naturaliste et peintre franco-américain ;
- Michel DeGraff - Créoliste haïtien, membre du conseil d'administration du Journal of Haitian Studies ;
- Lucien Hibbert (1899-1964) - premier Docteur ès Sciences Mathématiques du pays, Ministre des Finances et Ministre des Affaires Diplomatiques ;
- Jean Métellus - Docteur en neurologie et en linguistique, écrivain référencé dans le Petit Larousse ;
- Joël Des Rosiers - Docteur en médecine, écrivain récompensé de plusieurs prix littéraires.
- Jean-Robert Léonidas - Docteur en médecine, endocrinologue, essayiste, romancier et poète.
- Marilise Neptune Rouzier -  Écrivaine, biologiste et ethnobotaniste.
- Rulx Narcisse -  Médecin obstétricien-gynécologue et expert en astronomie, fondateur de la Société Haïtienne d'Astronomie, coordonnateur de sensibilisation à l'astronomie de l'Union Astronomique Internationale.

## Universitaires et personnalités intellectuelles
- Fred Doura (1944-), économiste, enseignant et écrivain (Économie d'Haïti vol.1 vol.2 vol.3...) ;
- Anténor Firmin (1850 - 1911), homme politique et intellectuel haïtien, auteur de : De l'égalité des races humaines. Anthropologie positive publiée en 1885, une tentative de réhabilitation de la grandeur historique de la race noire depuis l'Égypte jusqu'à Haïti, en réaction à l'Essai sur l'inégalité des races humaines (1853-1855) de Gobineau ;
- Maximilien Laroche (1937-2017), professeur, spécialiste de littérature haïtienne, créole, québécoise et française ;
- Myriam Merlet (1956-2010), militante féministe, économiste et universitaire haïtienne ;